# 자캅카스 사회주의 연방 소비에트 공화국의 국기

자캅카스 소비에트 연방 사회주의 공화국의 국기

자캅카스 사회주의 연방 소비에트 공화국의 국기는 1922년 12월 13일에 제정되어 1936년 12월 5일까지 사용되었다.
빨간색 바탕 왼쪽 상단에는 노란색 별이 그려져 있으며, 별 안쪽에는 노란색 낫과 망치가 그려져 있다.
노란색 별 주위에는 키릴 문자 "З.С.Ф.С.Р."가 쓰여져 있다.

## 같이 보기
- 소련의 국기
- 소련의 공화국의 국기